# Pallacanestro Trapani
O Pallacanestro Trapani Sporting Club é uma agremiação profissional de basquetebol situada na comuna de Trapani, Sicília, Itália que disputa atualmente a LBA.

## Jogadores Notáveis

### Camisetas Aposentadas
| Camisetas Aposentadas do Pallacanestro Trapani |                    |         |            |                  |
| №                                              | Jogador            | Posição | Temporadas | Data da Retirada |
| 12                                             | Francesco Mannella | A       | 1982–1995  | 1992 e 2015      |
| 4                                              | Davide Virgilio    | A       | 1998–2013  | 2014             |

### Outros Jogadores Notáveis

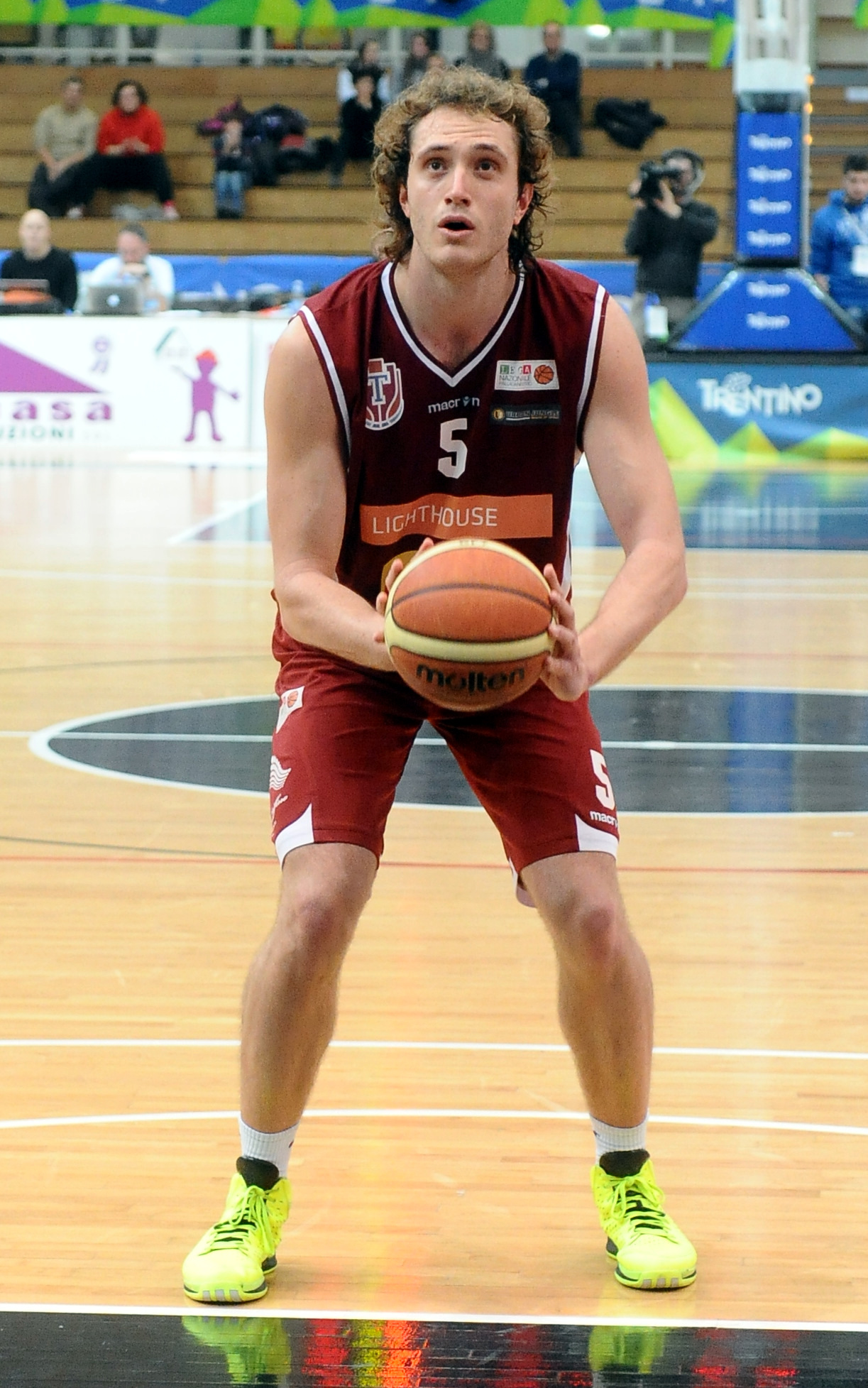
Andrea Renzi

| - Reggie Johnson 1 temporada: '90–'91 - Wendell Alexis 2 temporadas: '91–'93 - John Shasky 1 temporada: '91–'92 - Ron Rowan 1 temporada: '93–'94 - Stephen Howard 1 temporada: '93–'94 - Bob Thornton 1 temporada: '94 - Franjo Arapović 1 temporada: '95–'96 - Augusto Binelli 2 temporadas: '02–'04 - Kris Clack 1 temporada: '04–'05 - Chris Owens 1 temporada: '04–'05 - Brent Darby 1 temporada: '04–'05 | - Anthony Dobbins 1 temporada: '05 - Greg Newton 1 temporada: '05 - T. J. Sorrentine 1 temporada: '05 - Chris Haslam 1 temporada: '05–'06 - Juan Mendez 1 temporada: '05–'06 - Ariel Svoboda 3 temporadas: '10–'13 - Robert Lowery 1 temporada: '13–'14 - Andrea Renzi 2 temporadas: '13–Presente - T.J. Bray 1 temporada: '14–'15 - Alex Legion 1 temporada: '14–Presente |